# Horst Sassin
Horst R. Sassin (Horst Reinhard Sassin, * 1953 in Regensburg) ist ein deutscher Historiker und Pädagoge.

## Leben
Sassin absolvierte 1974–1978 ein Lehramtsstudium der Geschichte und Germanistik an der Universität zu Köln. Anschließend arbeitete er als Lehrer am Gymnasium Schwertstraße in Solingen. 1991 wurde er an der Heinrich-Heine-Universität Düsseldorf promoviert. Für seine Dissertation erhielt er 1991 den Wolf-Erich-Kellner-Preis. 1992 gewann er den Carl-von-Ossietzky-Preis für Zeitgeschichte und Politik der Stadt Oldenburg.
Seine Forschungsschwerpunkte sind die Geschichte des Bergischen Landes und der Widerstand gegen den Nationalsozialismus. Er ist maßgeblicher Mitarbeiter und Herausgeber von Publikationen des Bergischen Geschichtsvereins (BGV).

## Veröffentlichungen
- „unsere wundervolle revolutionäre Aufgabe“. Max Leven, Musikliebhaber, Unabhängiger Sozialdemokrat und „fanatischer Kommunist“. In: Die Heimat. Beiträge zur Geschichte Solingens und des Bergischen Landes 35, 2019, S. 4–47.
- „Notre merveilleuse mission révolutionnaire“. Max Leven (Lévy), mélomane, social-démocrate indépendent et „communiste fanatique“. 1882–1938, übersetzt von Colette Strauss-Hiva [ohne die Abbildungen und Anmerkungen der deutschen Version].[2]
- Zur Deutung der Quellen über die Konversion von Heinrich Marx. Mit weiteren Aspekten der evangelischen Familiengeschichte von Karl Marx, seinen Eltern und Geschwistern. In: Jahrbuch für Evangelische Kirchengeschichte des Rheinlandes 68, 2019, S. 107–136.
- Ein „psychographisches Innenbild“. Georg Meistermanns Porträt von Walter Scheel 1976/77. In: Romerike Berge 66, 2016, H. 3, S. 2–13.
- Benjamin und enfant terrible. Walter Scheel als Solinger Stadtverordneter 1948–1952. In: Die Heimat. Beiträge zur Geschichte Solingens und des Bergischen Landes 32, 2016, S. 53–71.
- (Hrsg. mit Stefan Gorißen, Kurt Wesoly): Geschichte des Bergischen Landes. 2 Bde. Bd. 1: Bis zum Ende des alten Herzogtums 1806, Verlag für Regionalgeschichte, Bielefeld 2014, ISBN 978-3-89534-971-3; Bd. 2: Das 19. und 20. Jahrhundert, Verlag für Regionalgeschichte, Bielefeld 2016, ISBN 978-3-7395-1132-0.
- Carl Goerdeler. Hitlers Widersacher in der Solinger Kommunalpolitik 1911 bis 1920. v&r Press, Göttingen 2013, ISBN 978-3-8471-0088-1.
- Ein transatlantisches Projekt zur Judenmission in den 1820er-Jahren – Vom jüdischen Lehrer zum gescheiterten christlichen Judenmissionar. Erster Teil. In: Monatshefte für Evangelische Kirchengeschichte des Rheinlandes (MEKGR) 60, 2011, S. 299–322; Zweiter Teil. In: Monatshefte für Evangelische Kirchengeschichte des Rheinlandes (MEKGR) 61, 2012, S. 97–122.
- „Ein gediegener Überblick“ oder „überlebter Kulturkampfprotestantismus“? Entstehung und Rezeption der „Bergischen Geschichte“ von 1958. In: Zeitschrift des Bergischen Geschichtsvereins 102, 2010, S. 147–185.
- Überleben im Untergrund. Die Kinderärztin Dr. Erna Rüppel (1895–1970). In: Die Heimat. Beiträge zur Geschichte Solingens und des Bergischen Landes 26, 2010, S. 4–37.
- Bei Heiratsabsicht „sofort zu kündigen“. Die Entwicklung der Existenzbedingungen als Lehrer und Kantoren der Synagogengemeinde Solingen. In: Bastian Fleermann/Ulrike Schrader (Hrsg.): Jüdischer Alltag. Geschichte und Kultur der Juden im Bergischen Land von 1500 bis zur Gegenwart. Begegnungsstätte Alte Synagoge, Wuppertal 2009, S. 86–103.
- Mit Heimatliebe gegen Rassenwahn. Ein kommentierter Neudruck von Fritz Jorde, Zur Geschichte der Juden in Wuppertal, [Wuppertal 1933], Thales-Verlag, Essen 2008.
- „so kommen wir in das richtige Fahrwasser“. Der Bergische Geschichtsverein 1933–1945, Ergänzungen. In: Zeitschrift des Bergischen Geschichtsvereins (ZBGV) 101, 2008, S. 171–201.
- Der Bergische Geschichtsverein 1933–1945. In: Zeitschrift des Bergischen Geschichtsvereins (ZBGV) 100, 2006, S. 161–256.
- Demokratische Politik aus Leidenschaft. Thomas Dehler und die Robinsohn-Strassmann-Gruppe. In: Jahrbuch zur Liberalismus-Forschung 17, 2005, S. 77–90.
- August Schnitzler (1794–1861). In: Ralf Stremmel/Jürgen Weise (Hrsg.): Bergisch-Märkische Unternehmer der Frühindustrialisierung (= Rheinisch-Westfälische Wirtschaftsbiographien (RWWB), 18), Aschendorff, Münster 2004, S. 365–393.
- Ernst Strassmann und der 20. Juli 1944. Anmerkungen zu Klemens von Klemperer und Joachim Scholtyseck. In: Jahrbuch zur Liberalismus-Forschung 13, 2001, S. 193–199.
- Fritz Gräbe. Ein Solinger Bauingenieur im wolhynischen Holocaust. In: Zeitschrift des Bergischen Geschichtsvereins 97, 1999, S. 205–256.
- Liberale im Widerstand. Die Robinsohn-Strassmann-Gruppe, 1934–1942. Christians, Hamburg 1993 (zugl. Diss. Univ. Düsseldorf), ISBN 978-3-7672-1188-9.
- (Hrsg. mit Rainer Erkens): Dokumente zur Geschichte des Liberalismus in Deutschland 1930–1945. Comdok, Sankt Augustin 1989, ISBN 978-3-89351-026-9.
- Widerstand, Verfolgung und Emigration Liberaler 1933–1945. Liberal-Verlag, Bonn 1983, ISBN 978-3-920590-06-6.